# Anyphaena gibbosa
Anyphaena gibbosa är en spindelart som beskrevs av Octavius Pickard-Cambridge 1896.
Anyphaena gibbosa ingår i släktet Anyphaena och familjen spökspindlar. Inga underarter finns listade i Catalogue of Life.